# Distretto di Jiangcheng
Il distretto di Jiangcheng (江城区S, JiāngchéngP) è un distretto della Cina, situato nella provincia del Guangdong e amministrato dalla prefettura di Yangjiang.